# دی‌خوان جونز
دی‌خوان جونز (انگلیسی: DeJuan Jones؛ زادهٔ ۲۴ ژوئن ۱۹۹۷) بازیکن فوتبال اهل ایالات متحده آمریکا است که در حال حاضر برای باشگاه فوتبال نیوانگلند رولوشن بازی می‌کند. 
از باشگاه‌هایی که در آن بازی کرده است می‌توان به باشگاه فوتبال نیوانگلند رولوشن اشاره کرد.
وی همچنین در تیم ملی فوتبال ایالات متحده آمریکا بازی کرده است.